# 留萌市
留萌市（日语：／ Rumoi shi */?）是位於日本北海道北部的城市，是留萌地方的主要城市，也是留萌振興局辦公室的所在地。留萌市地處留萌川流域，西臨日本海，境內多為山區，主要市區位於留萌川的出海口處。當地主要的產業包括商業、土木業和水產加工業。市內的留萌港是鯡魚的主要捕獲港口，也是鯡魚卵日本國內最大的鯡魚卵加工地。
「留萌」的名稱來自留萌川，其發音則是來自阿伊努語的「rur-mo-ot-pe」，意思為潮汐和緩的河川。

## 人口
在2005年的調查中，全市人口中有超過8成從事服務業（含公務員），第二產業的加工製造業佔2成不到，第一產業僅佔2%。
| 留萌市人口分布圖 |                                               |  |
| 留萌市與日本全國年齡別人口分布比較圖 （2005年資料） | 留萌市的年齡、男女別人口分布圖 （2005年資料） |  |
| ■紫色是留萌市 ■綠色是全国 | ■藍色是男性 ■紅色是女性                       |  |
| 留萌市人口變化 \| 1970年 \| 38,691人 \| \| \| 1975年 \| 36,882人 \| \| \| 1980年 \| 36,626人 \| \| \| 1985年 \| 35,542人 \| \| \| 1990年 \| 32,429人 \| \| \| 1995年 \| 30,060人 \| \| \| 2000年 \| 28,325人 \| \| \| 2005年 \| 26,826人 \| \| \| 2010年 \| 24,454人 \| \| \| 2015年 \| 22,221人 \| \| \| 2020年 \| 20,114人 \| \| |                                               |  |
| 資料來源：日本總務省統計中心提供之人口普查數據 |                                               |  |
| 1970年 | 38,691人                                      |  |
| 1975年 | 36,882人                                      |  |
| 1980年 | 36,626人                                      |  |
| 1985年 | 35,542人                                      |  |
| 1990年 | 32,429人                                      |  |
| 1995年 | 30,060人                                      |  |
| 2000年 | 28,325人                                      |  |
| 2005年 | 26,826人                                      |  |
| 2010年 | 24,454人                                      |  |
| 2015年 | 22,221人                                      |  |
| 2020年 | 20,114人                                      |  |

## 歷史
約自16世紀末時和人在此設立「留萌場所」（ルルモッペ場所），並成為和人與原住名阿伊努人共同生活的區域；直到19世紀中才開始使用漢字「留萌」作為名稱，後被劃設屬於天鹽國留萌郡。
19世紀末，隨著捕捉鯡魚的興盛，開始成為漁村；20世紀初，由於在周邊區域發掘出煤礦，配合煤礦的開採逐漸成為此區域的主要城市，也以本地為中心先後設立了留萌本線、羽幌線、天鹽煤礦鐵道、留萠鐵道、達布森林鐵道多條鐵路，以將周邊開採出的媒及砍伐到的木材送至本地。
隨著發展，本地於1902年正式設立了留萌村，1907年將北側的三泊村併入後，於1908年升格改制為留萌町，此時的留萌町轄區還包括現在北側的小平町的大部分區域；1914年，北海道政府下負責管轄原天鹽國西側沿海區域的增毛支廳辦公室也由原本的增毛町往北遷移至此，使得留萌成為此區域的主要城市，增毛支廳也因此更名為留萌支廳。
1919年，北部區域被劃出新設立為小平蘂村（後經歷更名及改制後，成為現在的小平町）。留萌町也在持續發展下，於1947年改制為留萌市；此後直到1960年代前，為留萌市最繁榮的時期，人口曾達到4萬人以上，但隨著鯡魚產業的衰退，以及煤礦礦坑相繼的關閉，也讓人口開始減少，原本的多條鐵路也逐一停駛，最後的留萌本線在2023年停駛轄內區域路段。
2000年代日本政府開始推動平成大合併，期間留萌市曾與南北兩側的增毛町和小平町共同成立「留萌南部三市町合併協議會」商議合併的相關事宜，不過最終未能達成任何合併的共識。

## 行政

### 歷任市長
| 屆         | 任 | 姓名       | 上任日期      | 卸任日期      | 備註 |
| ---------- | -- | ---------- | ------------- | ------------- | ---- |
| 1          | 1  | 原田太八   | 1947年10月1日 | 1952年4月24日 |      |
| 2          | 1  | 原田太八   | 1952年4月23日 | 1954年2月27日 |      |
| 3          | 2  | 橋本作市   | 1954年3月27日 | 1958年3月6日  |      |
| 4          | 2  | 橋本作市   | 1958年3月18日 | 1962年3月1日  |      |
| 5          | 3  | 原田榮一   | 1962年3月10日 | 1966年3月9日  |      |
| 6          | 3  | 原田榮一   | 1966年3月10日 | 1970年3月9日  |      |
| 7          | 3  | 原田榮一   | 1970年3月10日 | 1974年3月9日  |      |
| 8          | 3  | 原田榮一   | 1974年3月10日 | 1978年3月9日  |      |
| 9          | 3  | 原田榮一   | 1978年3月10日 | 1982年3月9日  |      |
| 10         | 3  | 原田榮一   | 1982年3月10日 | 1986年3月9日  |      |
| 11         | 4  | 五十嵐悦郎 | 1986年3月10日 | 1990年3月9日  |      |
| 12         | 4  | 五十嵐悦郎 | 1990年3月10日 | 1994年3月9日  |      |
| 13         | 5  | 長沼憲彥   | 1994年3月10日 | 1998年3月9日  |      |
| 14         | 5  | 長沼憲彥   | 1998年3月10日 | 2002年3月9日  |      |
| 15         | 5  | 長沼憲彥   | 2002年3月10日 | 2006年3月9日  |      |
| 16         | 6  | 高橋定敏   | 2006年3月10日 | 2010年3月9日  |      |
| 17         | 6  | 高橋定敏   | 2010年3月10日 | 2014年3月9日  |      |
| 18         | 6  | 高橋定敏   | 2014年3月10日 | 2018年3月9日  |      |
| 19         | 7  | 中西俊司   | 2018年3月10日 | 2022年3月9日  |      |
| 20         | 7  | 中西俊司   | 2022年3月10日 | 現任          |      |
| 參考資料： |    |            |               |               |      |

## 交通

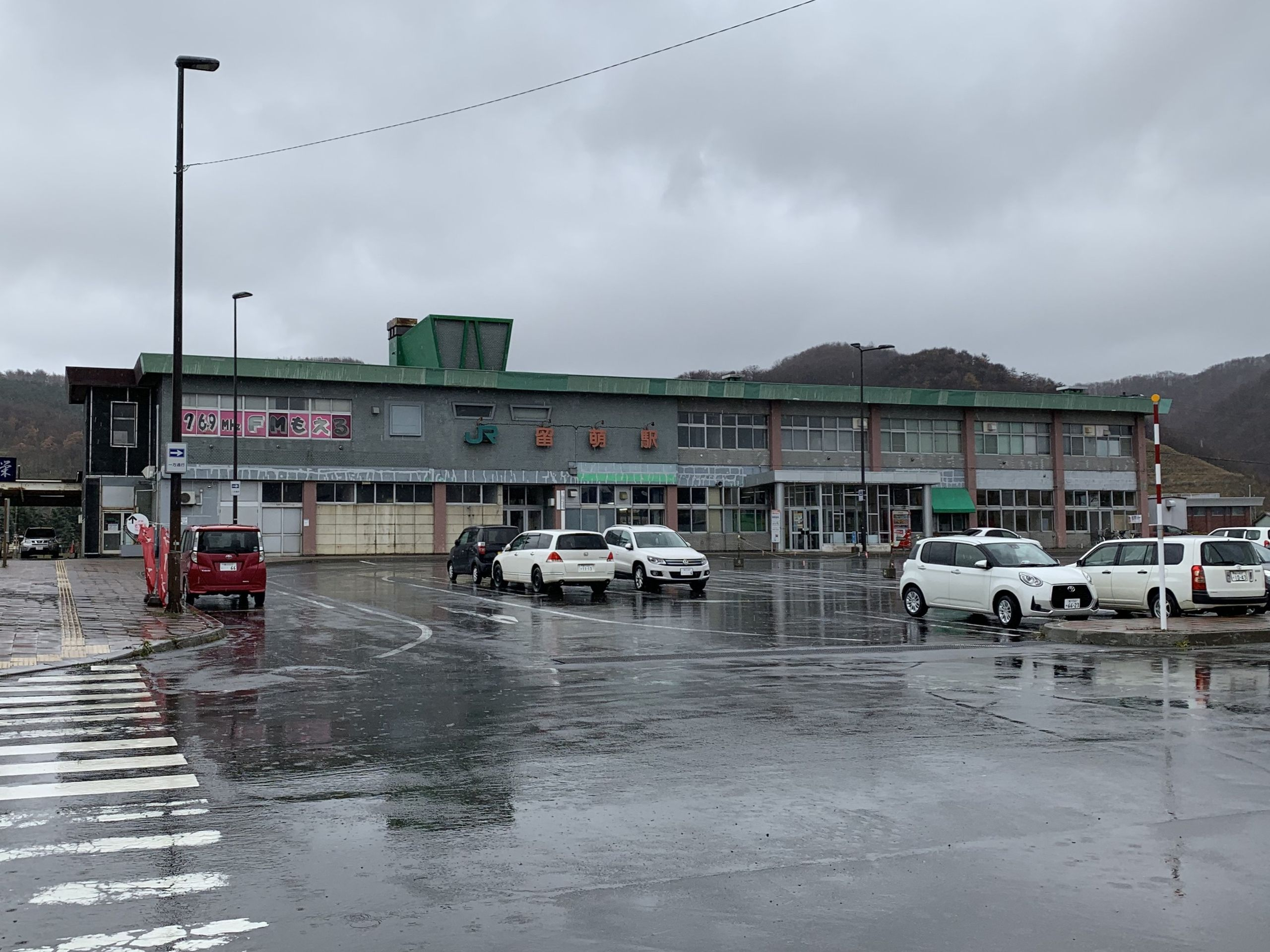
留萌車站

過去市區中的留萌車站曾是留萌本線、羽幌線、天鹽煤礦鐵道的交會站，南側的增毛町、北側的幌延町、天鹽町、遠別町、初山別村、羽幌町、苫前町、小平町都可以藉由這些路線至此，再往東利用留萌本線至位於深川市的深川車站，轉乘函館本線至北海道其他地區。
但隨著留萌市的沒落，這些鐵路也陸續在1967年、1987年停駛，使得留萌車站失去的轉乘站的功能；而具備聯外功能的留萌本線則是在北海道旅客鐵道的虧損壓力下，於2023年也停止駛入轄區內的路段。目前市內的公共交通主要仰賴沿岸巴士所經營的客運路線，北海道中央巴士也有開設自札幌市至留萌市的高速巴士，約可在三小時內完成單程旅程。

## 觀光資源
位於留萌港旁的黄金岬為著名的觀賞夕陽的景點，一旁高處建有留萌市海之故里館，除了可從高處眺望日本海景色外，館內也展示了關於留萌自然、歷史、文化的相關文史資料。
在市區南側的舊留萌佐賀家漁場則是在19世紀中至20世紀中期間，在此經營鯡漁事業的佐賀家族的主要據點．過去用於鯡漁加工的相關建築及設施都仍被保存至今，因此在1997年被列為古蹟，其內設施也被列為重要有形民俗文化財產。
同樣在市區南側的丘陵上的「千望台」，則是可以眺望日本海及整個留萌市區的高處景觀台，最遠還可以看到五十公里外的天賣島和燒尻島。

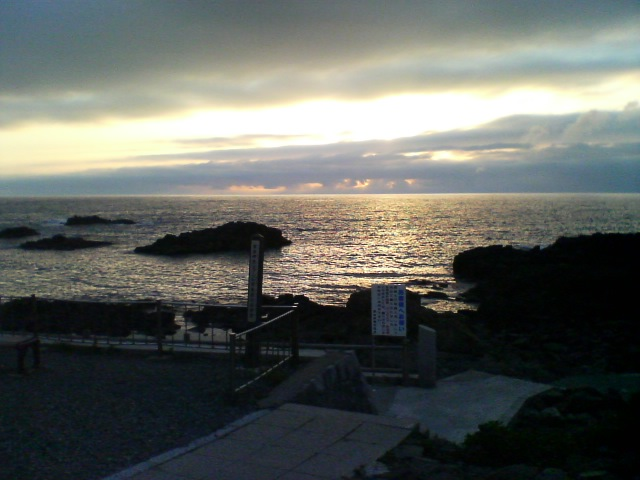
由黃金岬所看到的日本海
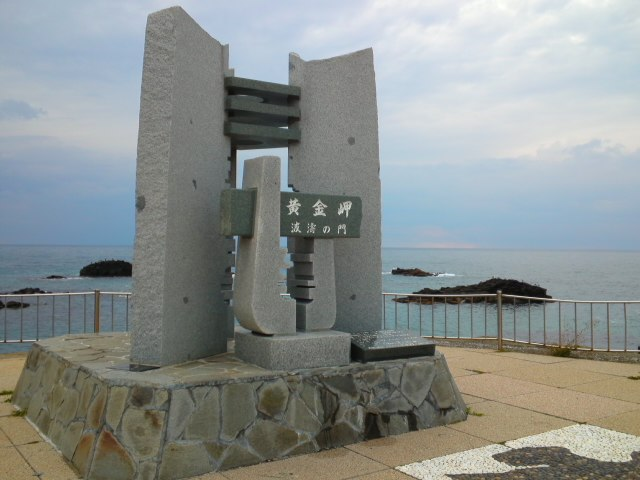
黃金岬的波濤之門石碑
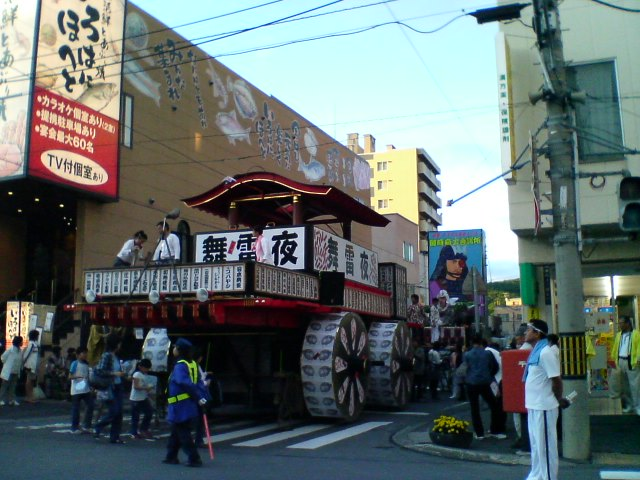
留萌呑濤祭使用的「行燈（日语：行灯）」
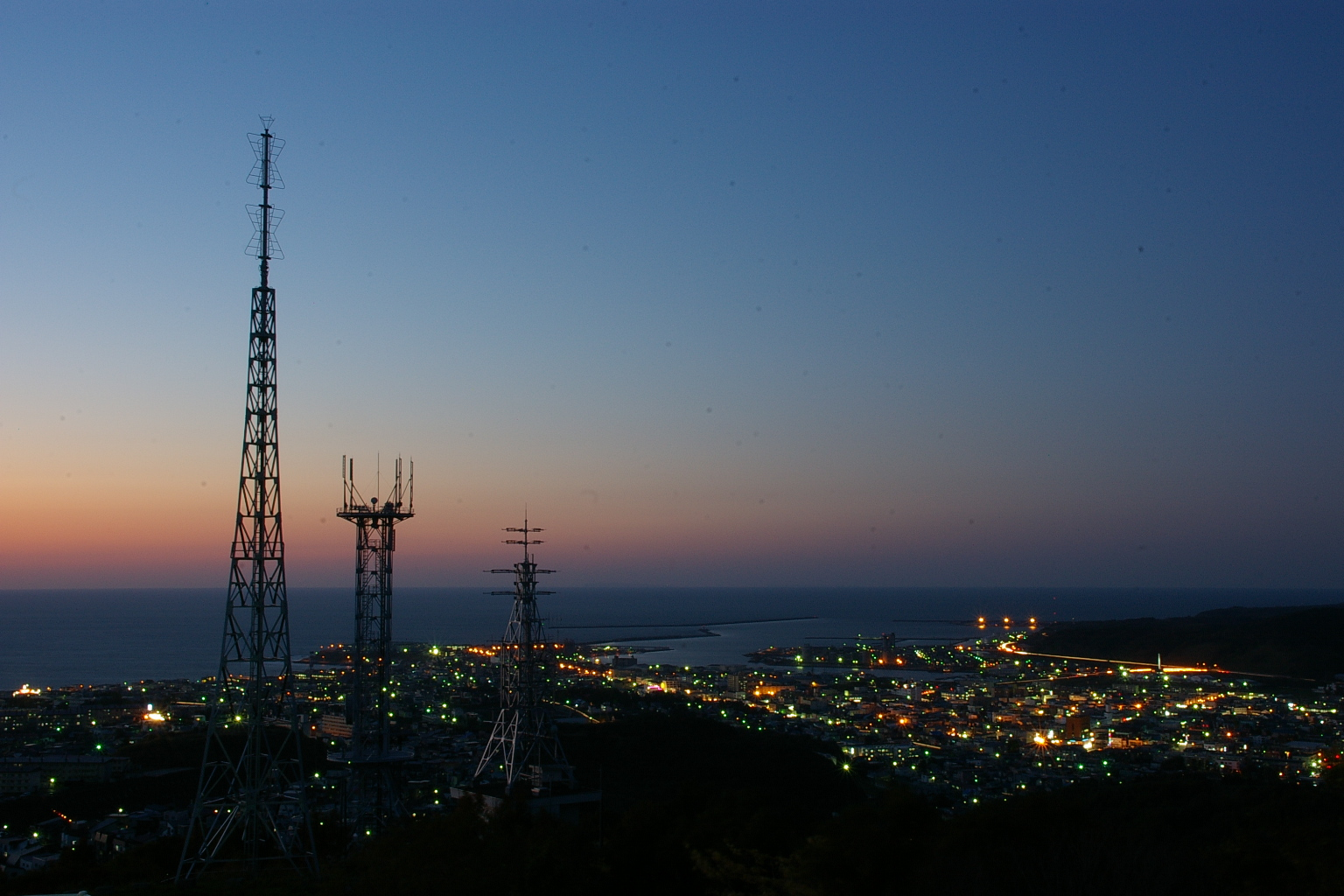
留萌的夜景
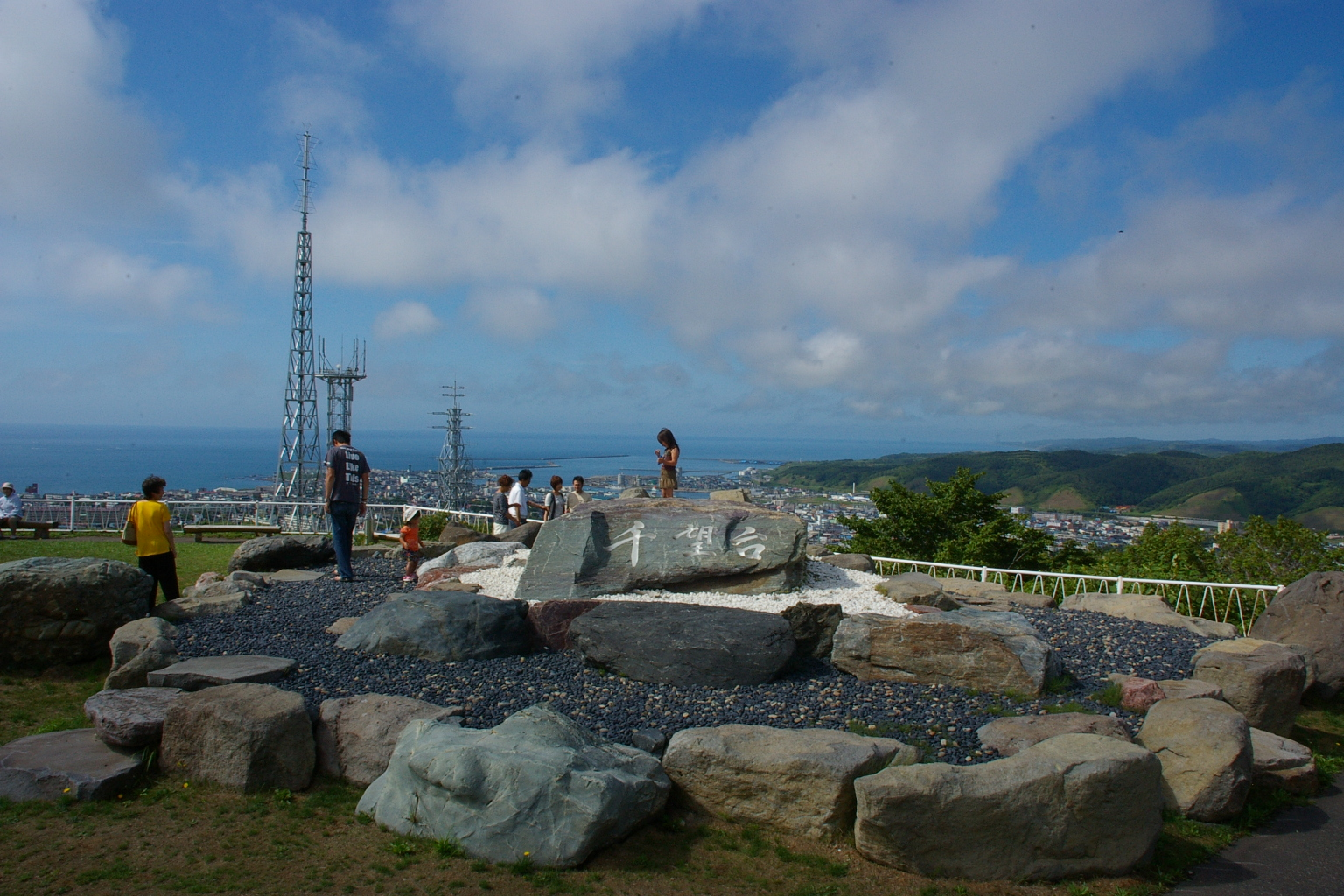
千望台

## 教育
過去留萌市內的最多曾同時擁有三所高等學校，不過隨著人口的減少，目前僅餘北海道留萌高等學校，中學校也僅餘下兩所，小學校五所。

## 姊妹、友好城市

### 海外
- 烏蘭烏德（俄羅斯 布里亞特共和國）
兩地於1972年締結為姊妹市。[14]
- 營口港（中華人民共和國 遼寧省營口市）
雙方於1990年締結友好港灣。[14]

## 外部連結
- （日語） 留萌市地域振興協力隊的Facebook專頁
- （日語） 留萌市政府的Instagram帳戶
- （日語） 留萌觀光協會 （页面存档备份，存于）
- （日語） 留萌觀光協會的Facebook專頁
- （日語） KAZUMO醬的X（前Twitter）
- （日語） 北海道的左上【留萌市、留萌地區的観光情報】 （页面存档备份，存于）